# Hökensås
58°9′24″N 14°4′34″Ø / 58.15667°N 14.07611°Ø
Hökensås er et bjergplateau i Västergötland som strækker sig 100 km langs Vätterns vestre bred fra Jönköpingegnen i syd til søen Viken i nord. Hökensås betegnes som en horst.
På Hökensås er der et 5.153 hektar stort naturreservat som ligger i Habo, Mullsjö og Tidaholms kommuner og forvaltas af Länsstyrelsen i Jönköpings län. Naturen på Hökensås domineres af mager hede med fyrretræer og mange søer som giver et  nærmest norrlandsk indtryk.
Hökensås fungerer også som et stort fritidsområde med blandt andet feriby, vandrestier samt  flere større og mindre fiskesøer, mange af dem Put and Take-søer.
På Hökensås holdes mange motocrosskonkurrencer, og den lokale motocrossklub Hökensås MCK holder  til her.

## Eksterne kilder og henvisninger
- Naturreservatet Hökensås (Länsstyrelsen i Jönköpings län) (Webside ikke længere tilgængelig)
- Naturreservatet Hökensås (Västkuststiftelsen) Arkiveret 29. marts 2008 hos  Wayback Machine